# هرمون موضعي
طبقًا لأحد التعريفات تعتبر الهرمونات الموضعية ببتيدات متعددة نشطة حيويًا تفرزها الخلايا العصبية وخلايا الغدة وتعمل في نمط نظير صمّاوي ولكن أيضًا تدخل ضمن جهاز الدوران. وطبقاً لتعريف آخر؛ تعتبر الهرمونات الموضعية أية هرمونات تعمل في نمط نظير صمّاوي، ذاتي، و/أو داخلي

## التصنيف
طبقاً للتشابه التركيبي والوظيفي، تأتي الهرمونات الموضعية إما في جانب عائلة هرمونات الجاسترين أو السكرتين]

## عائلة هرمونات الجاسترين
1. الجاسترين
2. كوليسيستوكينين (CCK)

## عائلة هرمونات السكرتين
1. السكرتين
2. جلوكاجون
3. جلسنتين (GLI)
4. الببتيد المعوي الفعّال في الأوعية (VIP)
5. عديد الببتيد المعوي المثبت (GIP)